# Dzikowiec Wielki

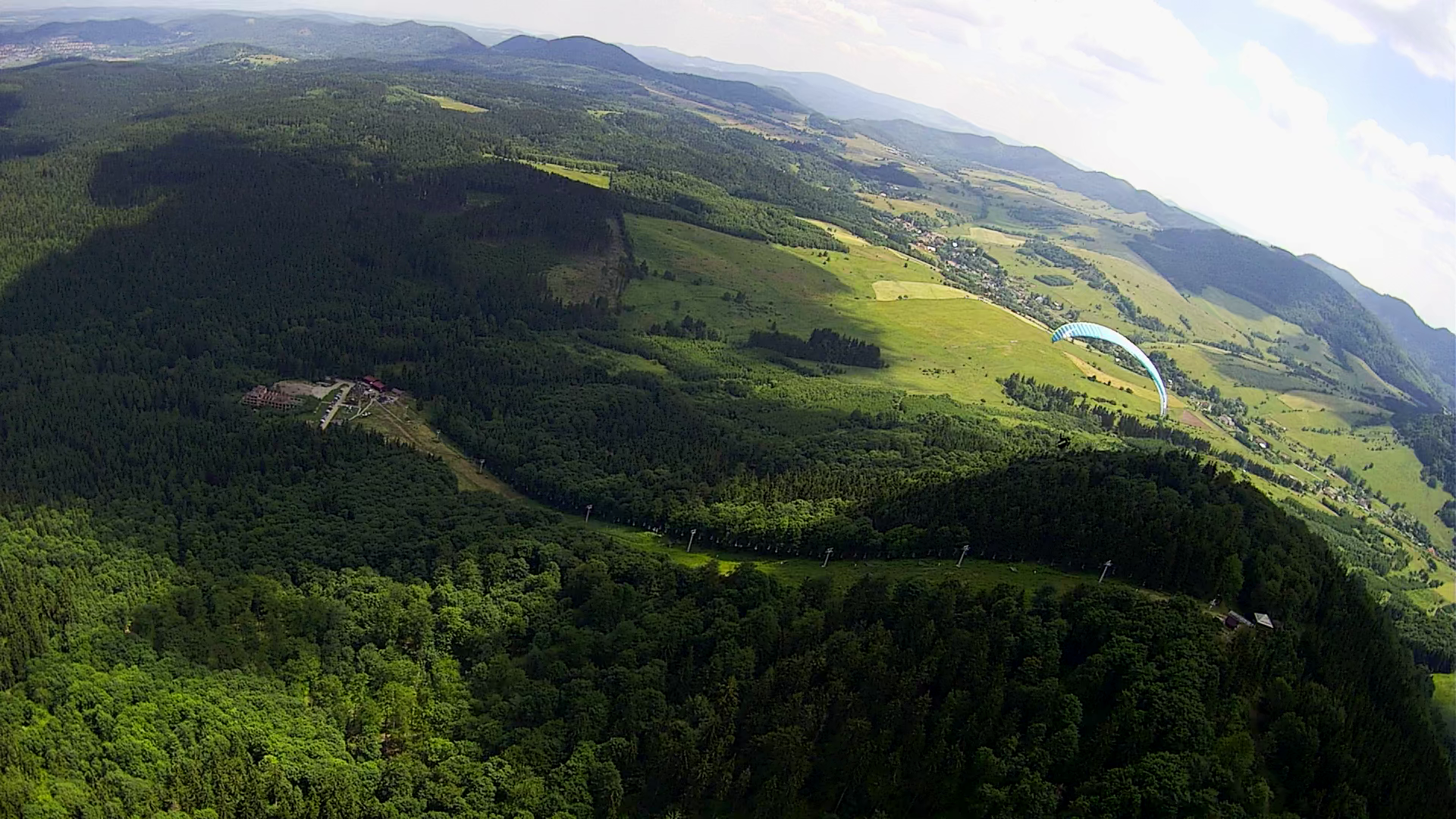
Góra Dzikowiec sfotografowana z paralotni

Dzikowiec Wielki lub Dzikowiec (niem. Großer Wildberg, 836 m n.p.m.) – szczyt w południowo-zachodniej Polsce, w Sudetach Środkowych, w Masywie Dzikowca i Lesistej Wielkiej, w północno-zachodniej części Gór Kamiennych. Jest również to ośrodek sportów zimowych, lotniczych oraz kolarstwa górskiego, szczególnie downhillu.

## Opis
Wzniesienie położone jest w środkowo-północnej części Gór Kamiennych, około 3,4 km na południe od centrum miejscowości Boguszów-Gorce, po północno-wschodniej stronie od Lesistej Wielkiej.
Dzikowiec Wielki jest drugim po Lesistej Wielkiej szczytem w Masywie Dzikowca i Lesistej Wielkiej. Góra ze względu na wulkaniczne pochodzenie ma ostry kształt podobny do stromej kopuły, odróżniając się od innych brakiem spłaszczonego wierzchołka i bardziej regularnym kształtem. Posiada strome, prostoliniowe stoki i wąską linię grzbietową.
Zbudowany jest z permskich skał magmowych – melafiru i porfiru (latytu) o charakterystycznym czerwonym zabarwieniu.
Obszar masywu odznacza się specyficznym, surowym klimatem (mrozowiska). Pory roku są łatwo rozpoznawalne i wyznaczane przez przebieg temperatury: ciepła i wilgotna wiosna, ciepłe i często suche lato, chłodna i wilgotna jesień oraz mroźna zima ze znacznymi opadami śniegu.
Dzikowiec Wielki położony jest na obszarze Parku Krajobrazowego Sudetów Wałbrzyskich, przeważa tu las regla dolnego.

## Turystyka
Szczyt Dzikowca Wielkiego jest w całości porośnięty lasem, znajduje się jedynie na nim rampa startowa trasy Downhill. Około 500 metrów od szczytu na południowy wschód położona stacja górna kolei linowej oraz wieża widokowa, które zarządzane są przez Ośrodek Sportowo-Rekreacyjny „Góra Dzikowiec”. Miejsce to również wykorzystywane jest jako startowisko paralotniowe często użytkowane przy kierunku wiatru NE.
Z punktu widokowego na polanie przy niebieskim i zielonym szlaku roztacza się rozległy widok na Kotlinę Wałbrzyską.

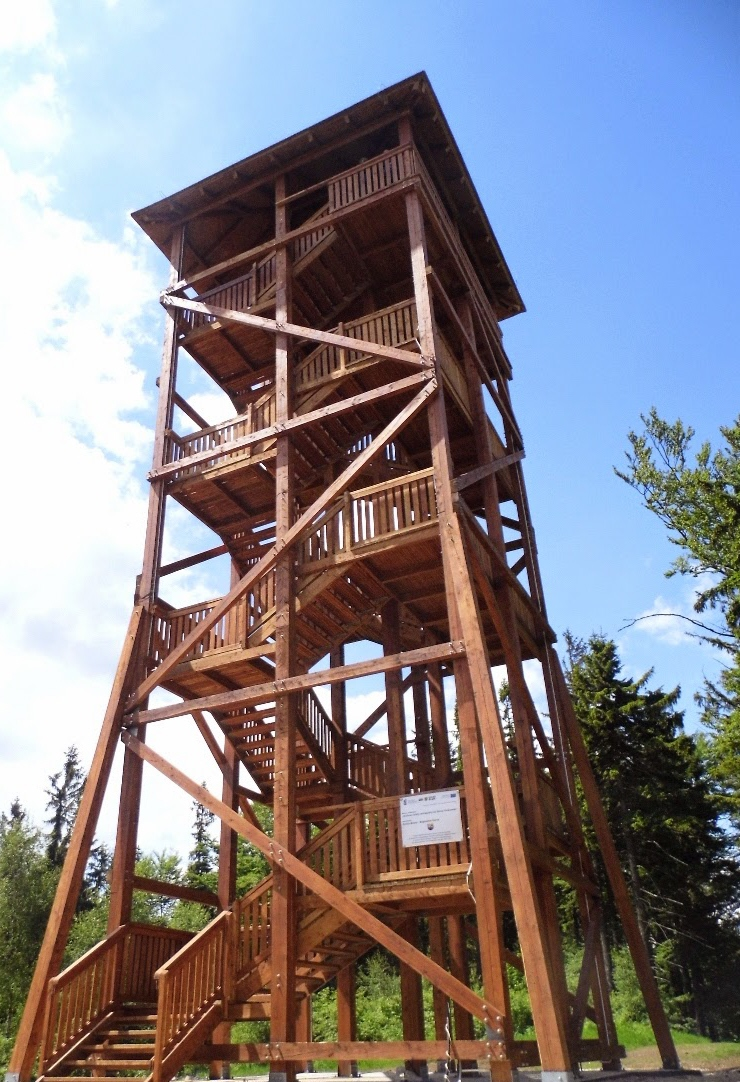
Stara wieża widokowa na Dzikowcu Wielkim

### Wieża widokowa
W 2013 podjęto decyzję budowie wieży widokowej na szczycie stoku, przy górnej stacji kolei linowej, na zboczu Dzikowca. Koszt budowy wyniósł prawie 700 tys. złotych, z czego dofinansowanie wyniosło około 558 tys. złotych.
Wieża jest na planie kwadratu 8×8 metrów, swoim wyglądem przypomina ambonę myśliwską. Otwarcie nastąpiło 30 kwietnia 2014 roku. Widok z wieży obejmuje – przy dobrej widzialności – tereny od Śnieżki poprzez Skalne miasto, Szczeliniec, po Ślężę.
15 lutego 2025 udostępniono nową wieżę widokową o wysokości 38,5 m o konstrukcji drewniano-stalowej, kształtem przypominającą lekko rozszerzającą są ku wierzchołkowi sprężynę. Taras widokowy znajduje się na wysokości 32,5 m. Budowa wieży kosztowała 6,7 mln zł, a inwestorem starostwo w Wałbrzychu. Oprócz funkcji turystycznej obiekt pełni także funkcje przeciwpożarowe – zamontowane są tam kamery do monitoringu okolicy.
Widok z wieży obejmuje Boguszów-Gorce, Wałbrzych, Góry Wałbrzyskie z Chełmcem, Karkonosze ze Śnieżką, Góry Stołowe oraz Sky Tower we  Wrocławiu.

### Szlaki turystyczne
Przez szczyt Dzikowca Wielkiego przechodzą szlaki turystyczne:
- Lesista Wielka – Stachoń – Dzikowiec – Boguszów – Wałbrzych Sobięcin
- Marciszów Górny – Krąglak – Gostków – Trójgarb – Bacówka Pod Trójgarbem – Lubomin – Chełmiec -Boguszów PKP – Dzikowiec Wielki – Unisław Śląski – Sokołowsko – Schronisko Andrzejówka – Rybnica Leśna – Wałbrzych Główny PKP